# 阿爾曼山脊
阿爾曼山脊（德語：Ahlmannryggen）是南極洲的山嶺，位於東部南極洲的毛德皇后地，長約110公里、寬70公里，最高點海拔高度1,843米，該山嶺由德國探險隊發現。
71°50′S 2°25′W / 71.833°S 2.417°W